# Pucará (Vallegrande)

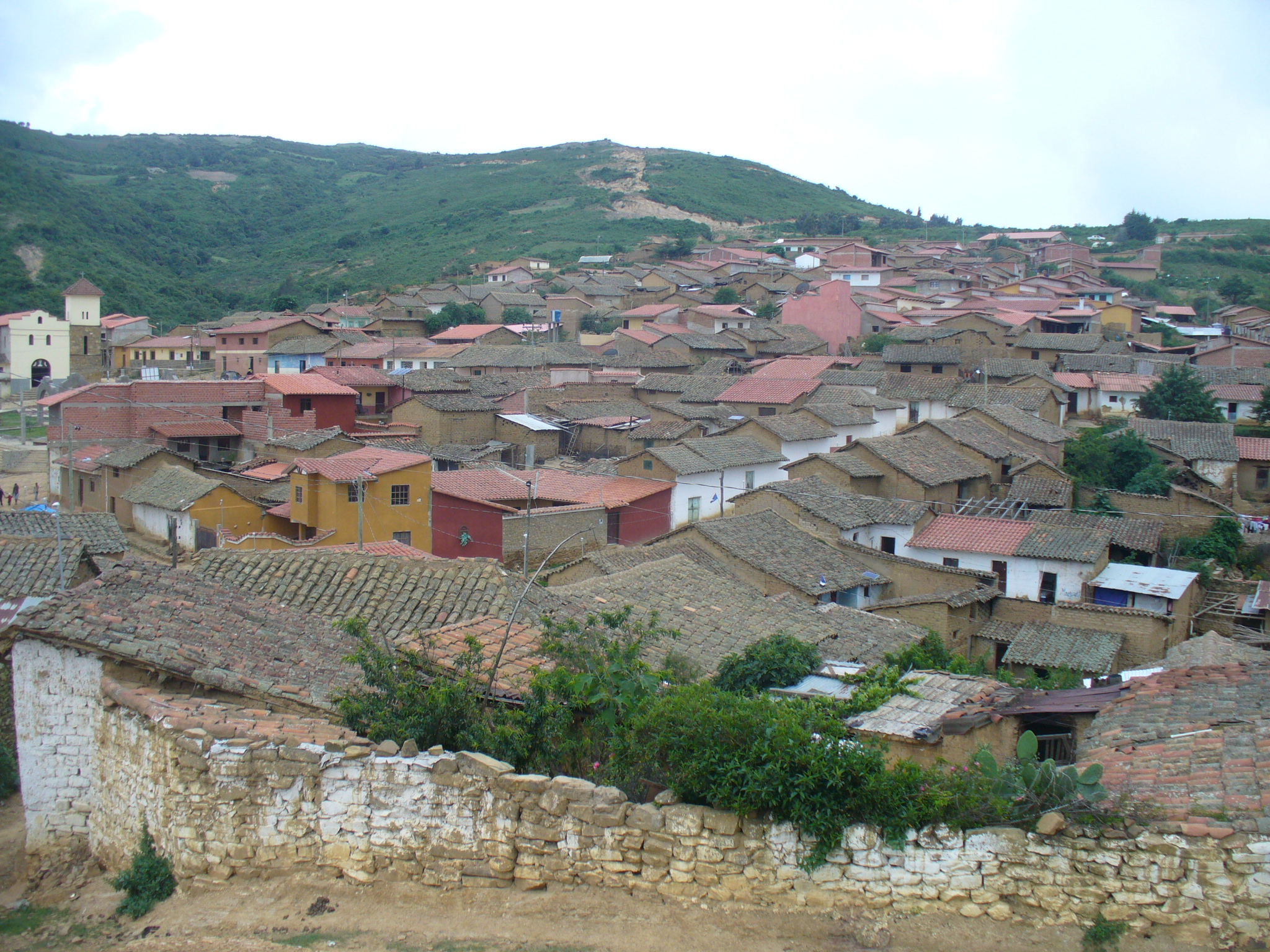
Pucará

Pucará is een plaats in het departement Santa Cruz in Bolivia. Het is de hoofdplaats van de gemeente Pucará in de provincie Vallegrande. 